# 天王宿駅
天王宿駅（てんのうじゅくえき）は、群馬県桐生市相生町二丁目にある上毛電気鉄道上毛線の駅である。

## 歴史
- 1938年（昭和13年）3月10日 - 停留所として開業[2]。
- 1957年（昭和32年）12月6日 - 停車場に昇格[2]。

## 駅構造
島式ホーム1面2線を有する地上駅。無人駅である。

### のりば
| 入口側 | ■上毛線 | 上り | 中央前橋方面 |
| 反対側 | ■上毛線 | 下り | 西桐生方面   |

- 案内上ののりば番号は設定されていない。
- 駅舎は設置されていない。

## 利用状況
出典はいずれも桐生市統計書より。
| 乗降人員推移       | 乗降人員推移 |
| 年度               | 1日平均人数  |
| ------------------ | ------------ |
| 2009年（平成21年） | 228          |
| 2010年（平成22年） | 215          |
| 2011年（平成23年） | 211          |
| 2012年（平成24年） | 207          |
| 2013年（平成25年） | 221          |
| 2014年（平成26年） | 233          |
| 2015年（平成27年） | 240          |
| 2016年（平成28年） | 264          |
| 2017年（平成29年） | 225          |
| 2018年（平成30年） | 200          |
| 2019年（令和元年） | 180          |
| 2020年（令和02年） | 150          |
| 2021年（令和03年） | 122          |

## 駅周辺
- わたらせ渓谷鐵道わたらせ渓谷線・東武桐生線相老駅
- 桐生相生郵便局
- 桐生市立相生小学校
- 桐生明治館
- 桐生土木事務所
- 桐生市民広場
- 愛宕神社
- 薬王寺
- 文真堂書店 相生店
- 前橋地方裁判所桐生支部
- 前橋家庭裁判所桐生支部
- 桐生簡易裁判所
- 前橋地方検察庁桐生支部
- 桐生区検察庁

## 隣の駅
上毛電気鉄道
■上毛線
桐生球場前駅 - 天王宿駅 - 富士山下駅